# Farges-Allichamps

Farges-Allichamps este o comună în departamentul Cher, Franța. În 1 ianuarie 2022 avea o populație de 255 de locuitori.